# Preston (Hertfordshire)
Preston è un paese della contea dell'Hertfordshire, in Inghilterra.